# Ciro Luis Urriola

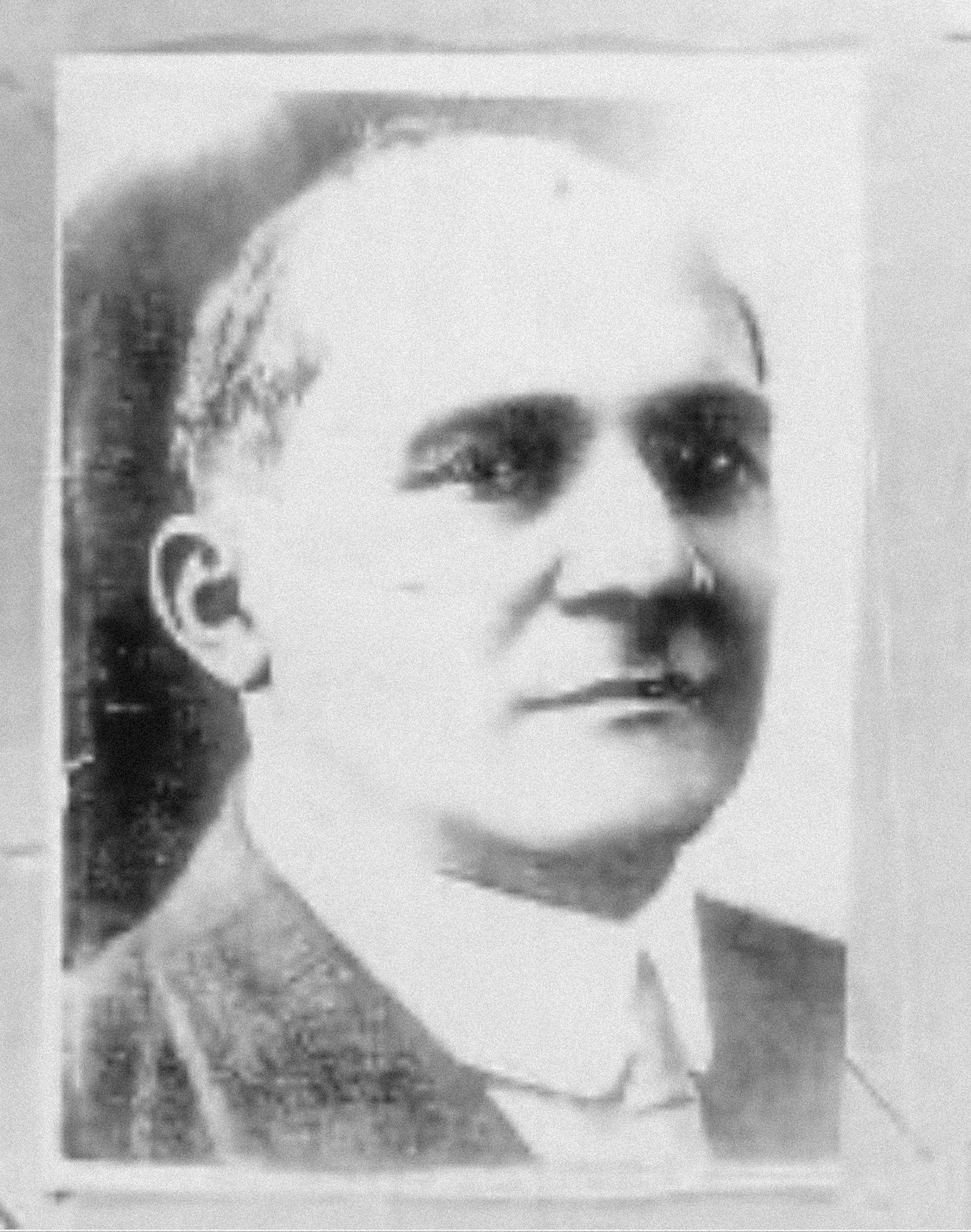
Ciro Luis Urriola

Ciro Luis Urriola (* 3. Juli 1863; † 26. Juni 1922) war der achte Staatspräsident von Panama.
Von Beruf war Urriola Mediziner, betätigte sich aber schon früh mit der Politik, wurde sehr bald Präsident der Stadtverwaltung von Panama-Stadt und zweimal Mitglied der Nationalversammlung zu Panama. Ab 1916 amtierte er als Vizepräsident seines Landes. Nach dem überraschenden Tod des Ramón Maximiliano Valdés wurde er einen Tag später, am 4. Juni 1918, automatisch Staatspräsident und führte die Geschäfte weiter bis zum normalen Ende der Legislaturperiode am 1. Oktober 1918. Pedro Antonio Díaz folgte ihm im Amt nach.
Urriola leitete während seiner Amtszeit mehrere Reformen ein, u. a. dass sich auch in Kolumbien geborene Personen zur Wahl stellen konnten. Kritiker dieser Reform waren der Meinung, dass dies nur dazu diente, Eusebio A. Mulberry den Weg zur Präsidentschaftskandidatur zur ebnen.
| Personendaten    | Personendaten              |
| ---------------- | -------------------------- |
| NAME             | Urriola, Ciro Luis         |
| KURZBESCHREIBUNG | Staatspräsident von Panama |
| GEBURTSDATUM     | 3. Juli 1863               |
| STERBEDATUM      | 26. Juni 1922              |